# 君嶋哲
君嶋 哲（きみしま てつ、9月18日 - ）は、日本の男性声優。北海道出身。アクセルワンの準所属。

## 人物
アクセルワン準所属。
趣味は、散歩、銭湯巡り、城郭スタンプラリー。
特技はダーツ、バスケットボール、水泳である。
2014年養成所時代にドラマCDデビューを果たす。

## 出演

### テレビアニメ
2016年
- ラグナストライクエンジェルズ（整備士B）
- SUPER LOVERS（男子生徒B）
- モブサイコ100（山崎）
- ダンガンロンパ3 -The End of 希望ヶ峰学園-（エージェント）
- ViVid Strike!（不良）

2017年
- CHAOS;CHILD（人々A）
- DYNAMIC CHORD（ニャン吉、スタッフ）
- 戦刻ナイトブラッド（町人）

2018年
- HUGっと!プリキュア（中学生、男子生徒）

2019年
- 3D彼女 リアルガール（男子生徒）

2020年
- アイドリッシュセブン Second BEAT!（スタッフA）

2023年
- アルスの巨獣（街人）
- THE MARGINAL SERVICE（敵兵）
- ひきこまり吸血姫の悶々（第三部隊員）

2025年
- アオのハコ

### 劇場アニメ
- 劇場版 黒執事 Book of the Atlantic（2017年）
- 劇場版 はいからさんが通る 前編 〜紅緒、花の17歳〜（2017年、忍の部下）
- 映画 さよなら私のクラマー ファーストタッチ（2021年、チャント）

### ゲーム
2015年
- あやかしごはん〜おかわりっ！〜（八咫烏）
- クイズRPG 魔法使いと黒猫のウィズ（アトヤ・ハクザン）

2016年
- SA7 SILENT ABILITY SEVEN（日向翔太）
- 彗星のアルナディア（ゼオ）
- VIIDOG CODE-ヴィドッグ・コード-（甲斐小太郎）

2017年
- スチームプリズン -七つの美徳-（イネス・ハインリヒ・ハイネ）

2022年
- コードギアス 反逆のルルーシュ ロストストーリーズ

### ドラマCD
- 貴方の涙腺ほぐし隊っ!!!（2014年、新）
- マシュー先生の甘辛ダイエットプログラム　餅のちRe！バウンドそれでもネコ（2014年、キミシマ先輩）

### 吹き替え
- シンプル・シモン（2014年、ビョルン）

### 特撮
- 爆上戦隊ブンブンジャー（2024年、トイレグルマーの声）

### ラジオ
「SA7 エージェントRADIO」（音泉）

### テレビ番組
- 木村魚拓の旅打ちってやつは。（パチ・スロ サイトセブンTV、2016年2月 - 、 ナレーター）
- どうにか貧乏家族（パチ・スロ サイトセブンTV、2017年7月 - 、 ナレーター ）